# Arc de Holmegaard
Les arcs de Holmegaard sont un type d'arcs préhistoriques, datés du Mésolithique, retrouvés dans des tourbières de l'Europe du Nord. Ils sont nommés d'après la région de Holmegaard du Danemark où les premiers spécimens ont été trouvés.

## Description

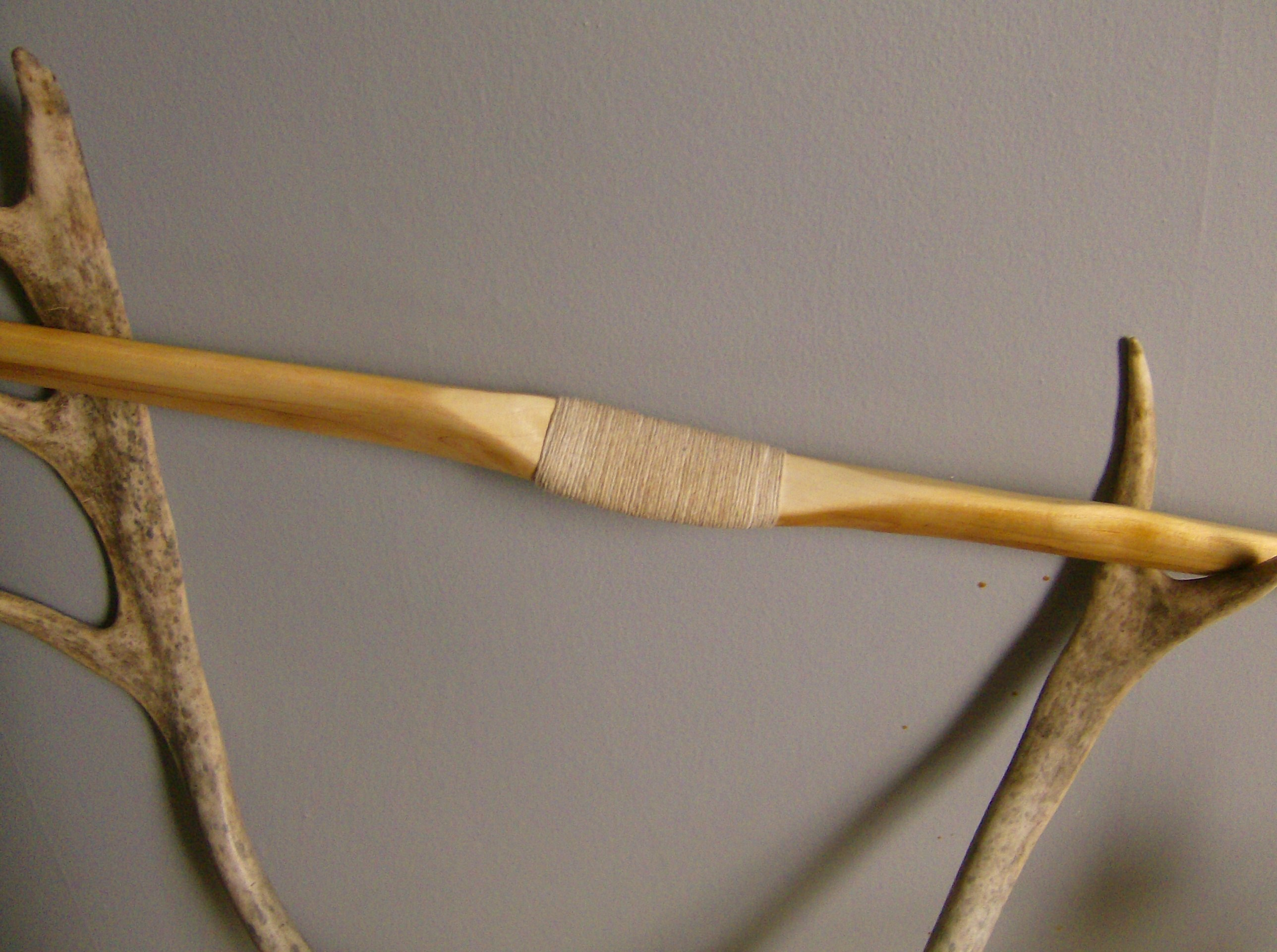
Vue en détail de la poignée.

Les arcs de Holmegaard sont formés de deux branches larges et parallèles suivies d'une section biconvexe qui aboutit vers des extrémités en pointe. Le plus complet comporte dans sa partie centrale un petit étranglement destiné à accueillir la main de l'archer. Cette poignée demeure inflexible malgré sa minceur en gardant plus de bois sur le ventre de l'arc. Les spécimens varient de 150 cm à 170 cm de long et font moins de 6 cm de large. Les plus vieux exemples sont taillés dans du bois d'ormes alors que d'autres plus récents ont été taillés dans du bois d'if. La courbe des branches de l'arc décrit une forme plus circulaire que celle d'un longbow. Cet effet découle de la répartition de la tension mécanique : le premier tiers des branches à partir de la poignée fléchit plus que le reste de l'arc,.

## Fabrication
En raison de leurs larges branches qui diffusent la tension mécanique, les arcs de type Holmegaard peuvent être élaborés dans une vaste gamme d'essences de bois dont l'érable, le frêne, le chêne et le noisetier. On a longtemps considéré que les arcs de Holmegaard avaient été fabriqués « à l'envers », c'est-à-dire en enlevant du bois surtout sur le dos des branches par comparaison avec les arcs longs anglais qui ont un dos plat et un ventre convexe. La fabrique de répliques et des analyses subséquentes ont permis de suggérer que le dos de l'arc pouvait être convexe et que le ventre était une surface aplanie. Cette disposition est beaucoup plus efficace pour des essences comme l'orme qui possèdent une bonne force de tension mécanique. Les forces de compression exercées sur le ventre de L'arc sont également distribuées sur la surface plane. Finalement, l'arc résiste mieux à l'usure. Les spécimens fabriqués en if sont plus minces car ce bois résiste mieux à la compression. 

## Propriétés
La longueur de l'arc ainsi que les extrémités rigides des branches font en sorte que la corde conserve un angle aigu par rapport aux branches. Ceci réduit la force de tir ressentie par l'archer, sans réduire pour autant la puissance transmise aux flèches.
Les spécimens originaux n'ont pas toujours été fabriqués pour atteindre leur optimum. Ainsi, les extrémités des branches auraient pu être fortement amincies tout en laissant plus de bois sur le ventre pour conserver leur rigidité. L'excessive largeur de certains exemplaires retrouvés résulte peut-être de sa longue conservation dans les toubières (effets taphonomiques) car d'autres arcs de Holmegaard ne comportent pas ces élargissements.
En raison de ces paramètres de fabrication, les arcs de Holmegaard ne sont pas aussi efficaces que des arcs recourbés. Ils peuvent toutefois propulser des flèches à de plus grandes distances et à de plus hautes vitesses en raison des extrémités légères des branches. Ces extrémités agissent comme des leviers pour décupler la force du tir. Le même principe est au cœur du fonctionnement d'un propulseur.